# Ҵ
Ҵ、ҵは、アブハズ語で用いられるキリル文字である。

## 由来
- 1892年にドミトリー・グリヤらがアブハズ語を記述する際に作成されたアルファベットで、現代でも用いられている。

## 呼称
- アブハズ語:Ҵы

## 音素
- /ʦʼ/を表す。

## アルファベット上の位置
- アブハズ語アルファベットにおける第50字母
- 1892年ドミトリー・グリヤ著「アブハズ語」では第42字母で、ꚏ̆ とЧの間に位置していた。

## Ҵに関わる諸事項
- グルジア文字旧正書法では"წ"であり、またラテン文字旧正書法では"ç"(実際にはセディーユではなくディセンダーが付いたもの)であった。
- ISO 9では"c̄"(cの上にマクロン)と転写される。